# Вахрушев Вадим Володимирович
Вадим Володимирович Вахрушев (25 листопада 1969) — український дипломат. Сходознавець. Надзвичайний і Повноважний Посол України в Саудівській Аравії (2014—2021), Омані (2015—2021, за сумісництвом), Ємені (2015—2021, за сумісництвом).

## Життєпис
Народився 25 листопада 1969 року. Закінчив Санкт-Петербурзький університет, сходознавство. Володіє англійською та арабською мовами.
У 1994—1996 рр. — аташе, третій секретар Департаменту консульської служби Міністерства закордонних справ України.
У 1996—2000 рр. — третій секретар Посольства України в Королівстві Саудівська Аравія.
У 2000—2001 рр. — другий секретар Посольства України в Сирійській Арабській Республіці.
У 2001—2002 рр. — перший секретар Департаменту консульської служби Міністерства закордонних справ України.
У 2002—2007 рр. — перший секретар Посольства України в Державі Кувейт.
У 2007—2009 рр. — радник Департаменту консульської служби Міністерства закордонних справ України.
У 2009—2010 рр. — консул Генерального консульства України в Единбурзі.
У 2010—2014 рр. — заступник начальника Консульського департаменту Міністерства закордонних справ України.
З 13 жовтня 2014 до 6 квітня 2021 року — Надзвичайний і Повноважний Посол України в Саудівській Аравії.
25 грудня 2014 р. — вручив копії вірчих грамот заступнику міністра закордонних справ Саудівської Аравії принцу Абдулазізу бін Абдаллі Аль Сауду.
З 19 жовтня 2015 до 6 квітня 2021 року  — Надзвичайний і Повноважний Посол України в Султанаті Оман за сумісництвом.
З 27 лютого 2015 до 6 квітня 2021 року — Надзвичайний і Повноважний Посол України в Ємені за сумісництвом.

## Дипломатичний ранг
- Надзвичайний і Повноважний Посланник другого класу (2013).[6]
- Надзвичайний і Повноважний Посланник першого класу (2016)[7]